# Aeropuerto Internacional Alfredo Vásquez Cobo
El Aeropuerto Internacional General Alfredo Vásquez Cobo (IATA: LET, OACI: SKLT) es un aeropuerto localizado en las afueras de Leticia, en la vía a Tarapacá, Colombia. Es el aeropuerto más grande en el sur del país y en el departamento colombiano de Amazonas. Este aeropuerto es la puerta a la zona de región selvática de Colombia.

## Instalaciones
El aeropuerto cuenta con una única pista de 2010 metros de largo por 40 metros de ancho para el ingreso de aeronaves de gran capacidad, gracias a su gran distancia de la ciudad capital. Una terminal de pasajeros con tres salones de atención al pasajero, una que era para la aerolínea Copa Airlines Colombia con socios élite, pero desde el momento que la aerolínea dejó la ruta, el salón quedó libre. Otro salón es para la aerolínea LAN Colombia y la aerolínea estatal Satena, y un último salón nuevo, construido para la aerolínea Avianca.
El aeropuerto cuenta con tiendas de recuerdo y artesanías típicas de la región, con una sala de espera y una de desembarque, y con una torre de control para el control aeronáutico, que en los últimos años ha incrementado. 
Presenta dos hangares para las aerolíneas de carga, una estación de combustible jet A1 para los aviones que llegan y una plataforma para capacidad de 5 aeronaves que ha sido intervenida para mejorar el servicio del aeropuerto. A partir del 2012 se inauguró una base aérea de la Fuerza Aérea Colombiana (FAC) que queda finalizando la pista por la cabecera norte (Numeración 21). Para reforzar la seguridad fronteriza.
A mediados del año 2015 comenzarán las obras de remodelación de las instalaciones aeroportuarias del Amazonas.
El 3 de febrero de 2020, AerCaribe de la mano de las autoridades de la región y la Aerocivil, realizaron el primer viaje al aeropuerto recientemente remodelado con vuelos Cargueros regulares desde y hacia Bogotá.

## Historia
Las comunicaciones aéreas entre Bogotá y Leticia y otras ciudades del país que carecían de aeropuertos, pero estaban en a orillas de los grandes ríos, se realizaban en aviones anfibios hasta 1948. En esa época llegaron los PBY Catalina que eran bastante lentos y tenían poca capacidad de carga. El Ministerio de Guerra por intermedio del Departamento de Aeronáutica Civil, hacia el año de 1950 inició los operativos para un intento de construir un aeródromo en esa localidad para recibir aviones de ruedas.

## Aerolíneas y destinos
| Aerolíneas     | Destinos                          | Alianza       |
| -------------- | --------------------------------- | ------------- |
| Avianca        | Bogotá                            | Star Alliance |
| LATAM Colombia | Bogotá                            | N/A           |
| SATENA         | La Chorrera, La Pedrera, Tarapacá | N/A           |

### Destinos nacionales
| Ciudad      | Nombre del aeropuerto              | Aerolíneas               | Aeronaves               | Nota | Frecuencias semanales         |
| ----------- | ---------------------------------- | ------------------------ | ----------------------- | ---- | ----------------------------- |
| Bogotá      | Aeropuerto Internacional El Dorado | Avianca / LATAM Colombia | A319, A320 / A319, A320 |      | Avianca 7 / LATAM Colombia 10 |
| La Chorrera | Aeropuerto de La Chorrera          | Satena                   | B190                    |      |                               |
| La Pedrera  | Aeropuerto de La Pedrera           | Satena                   | B190                    |      |                               |
| Tarapacá    | Aeropuerto de Tarapacá             | Satena                   | B190                    |      |                               |

### Aerolíneas que cesaron operación
Aerolíneas Extintas
| Ciudad        | Nombre del aeropuerto              | Aerolíneas           | Aeronaves                         |
| ------------- | ---------------------------------- | -------------------- | --------------------------------- |
| Bogotá        | Aeropuerto Internacional El Dorado | AeroTal SAM Colombia | B707, B720, B727, Caravelle MD-83 |
| Villavicencio | Aeropuerto Vanguardia              | AeroTal              | B707, B720, B727, Caravelle       |

Aerolíneas Operativas
| Colombia |                                                                |                               |                           |
| Bogotá   | Aeropuerto Internacional Eldorado                              | Copa Airlines Colombia Satena | E-190, B737 Do-328, E-170 |
| Perú     |                                                                |                               |                           |
| Iquitos  | Aeropuerto Internacional Coronel FAP Francisco Secada Vignetta | LC Perú                       | Dash 8 202                |

## Aerolíneas de carga
| Destino                     | Aeropuerto                         | Aeronaves  | Notación          |
| --------------------------- | ---------------------------------- | ---------- | ----------------- |
| AerCaribe                   |                                    |            |                   |
| Bogotá                      | Aeropuerto Internacional El Dorado | B7374F     |                   |
| Líneas Aéreas Suramericanas |                                    |            |                   |
| Bogotá                      | Aeropuerto Internacional El Dorado | B722       |                   |
| Servientrega                |                                    |            |                   |
| Bogotá                      | Aeropuerto Internacional El Dorado | B722       | Servicio Especial |
| Aerosucre                   |                                    |            |                   |
| Bogotá                      | Aeropuerto Internacional El Dorado | B722, B732 |                   |

## Accidentes
- El 7 de diciembre de 1985, cuando un avión Douglas DC-6 de la Fuerza Aérea Colombiana se precipitó a tierra a pocos minutos de despegar del aeropuerto. La tripulación y los 74 pasajeros fallecieron en el siniestro. El avión cumplía un vuelo de apoyo en la ruta Bogotá-Apiay-Leticia-Bogotá para transportar los pasajeros dejados en tierra por Avianca durante una la huelga de pilotos del sistema Avianca-SAM, quienes habían suspendido por varios días sus operaciones normales.

- El 18 de noviembre de 2006, un Boeing 727-023F, con matrícula HK-3667 de la compañía Aerosucre que cubría la ruta Bogotá-Leticia, se estrelló durante su aterrizaje debido al mal clima, la neblina y la mala iluminación del entorno. El accidente se produjo aproximadamente a dos millas náuticas, radial 323 del umbral de la cabecera de la pista 21, al chocar con una antena de televisión de la comunidad de Los Lagos, y luego caer precipitadamente sobre una parte de la selva, cercana a la carretera Leticia-Tarapacá. Tanto los tres tripulantes como los tres pasajeros murieron.

- El 28 de enero de 2017, cuando el avión Boeing 737-400 de la compañía aérea Aer Caribe que cubría la ruta Bogotá-Leticia se salió de la pista al momento del aterrizaje con 4 tripulantes a bordo, todos los cuales salieron ilesos.

### En línea
Alfredo Vásquez Cobo (SKLT / LET) en Aviacol.net.